# 寺井直次
寺井 直次（てらい なおじ、1912年（大正元年）12月1日 - 1998年（平成10年）3月21日）は、蒔絵で国の重要無形文化財保持者（人間国宝）。石川県金沢市出身。

## 業績
卵殻の並べ方でぼかし、量感や遠近感などの複雑な表現を可能にしたほか、付着させる漆に工夫を凝らした。また、アルミニウムを電解処理し素地を作る金胎漆器の新方式も開拓した。この手法により強靭さが増し、応用範囲を格段に広げるなど、漆の技法を開拓した。

## 略歴
- 1912年（大正元年） - 金物屋も営む鍛冶職の家に生まれる。
  - 小学校6年生の時に漆芸に興味を抱き、石川県立工業学校（現：石川県立工業高等学校）漆工科描金部を経て、東京美術学校（現：東京芸術大学）工芸科漆工部で、六角紫水、松田権六、山崎覚太郎、等に師事。
- 1935年（昭和10年） - 卒業後、理化学研究所でアルミニウムを用いた金胎漆器を研究。
- 1937年（昭和12年） - 理化学研究所静岡工場へ工芸部長として赴任する。
- 1945年（昭和20年） - 静岡で空襲に遭い、焼け出されて郷里・金沢へ帰る。臨時召集を受けて入隊する。終戦後退職し、金沢で作家活動を開始。
- 1948年（昭和23年） - 第4回『日展』で「鷺小屏風」が特選となる。
- 1950年（昭和25年） - 母校・石川県立工業高等学校漆工科の主任教諭となる。
- 1955年（昭和30年） - 第11回日展で「雷鳥の図箱」が北斗賞受賞。同年、第2回日本伝統工芸展初入選（以後、1997年（平成9年）の第44回展まで連続入選）。
- 1956年（昭和31年） - 第12回日展で「極光二曲屏風」が特選となる。
- 1957年（昭和32年） - 日展会員となる。
- 1960年（昭和35年） - 日本工芸会理事となる。
- 1968年（昭和43年） - 石川県立工業高等学校教頭となる。同年、北國文化賞を受賞する。
- 1970年（昭和45年） - 金沢市文化賞を受賞する。
- 1972年（昭和47年） - 石川県立輪島漆芸技術研修所初代所長。
- 1973年（昭和48年） - 病気のため、石川県立輪島漆芸技術研修所所長を辞任する。
- 1975年（昭和50年） - 初めて金胎を用いた作品を第22回日本伝統工芸展に出品する（金胎蒔絵水指「梅」）。
- 1977年（昭和52年） - 加賀蒔絵で石川県指定無形文化財保持者に認定される。
- 1980年（昭和55年）
  - 日本工芸会常任理事となる（ - 1989年（平成元年））。
  - 日本工芸会石川支部幹事長となる（ - 1990年（平成2年））。
- 1983年（昭和58年） - 勲四等瑞宝章受章。
- 1985年（昭和60年） - 4月13日、重要無形文化財「蒔絵」保持者に認定。
- 1987年（昭和62年） - 東京・日本橋三越本店で「人間国宝　寺井直次漆芸展」を開催。
- 1988年（昭和63年） - 文化庁の技術記録映画「蒔絵　寺井直次の卵殻のわざ」を撮影。制作工程を収録した「金胎蒔絵漆箱「飛翔」」は文化庁と石川県立美術館に納められる。
- 1989年（平成元年） - 第42回『中日文化賞』受賞[1]。
- 1991年（平成3年） - 東京・日本橋三越本店で「傘寿記念人間国宝 寺井直次漆芸展」を開催。
- 1992年（平成4年） - 成田空港の貴賓室（VIP第一室）に納める「漆額 極光」を制作。同年、上皇后美智子が使用する「松喰鶴蒔絵御壊紙箱」を制作。
- 1993年（平成5年） - 能登印刷出版部より「寺井直次作品集」刊行。
- 1994年（平成6年） - 石川県立美術館で回顧展「蒔絵 人間国宝 寺井直次の世界」開催。
- 1998年（平成10年） - 3月21日死去。
  - 3月23日、金沢市より「景仰の証」が贈られる。
  - 4月17日、従五位に叙せられる。
- 2012年（平成24年） - 石川県立美術館で「生誕100年記念 寺井直次の漆の美」開催。